# Emmanuel Capus
Pour les articles homonymes, voir Capus.
Emmanuel Capus, né le 23 juin 1974 à Angers (Maine-et-Loire), est un homme politique français. Il est sénateur de Maine-et-Loire depuis 2017 et cofondateur des partis Agir (2017) puis Horizons (2021).

## Biographie

### Débuts
Emmanuel Capus se présente aux élections municipales de 2008 à Angers aux côtés de Christophe Béchu au sein de la liste « Angers, choisir l'avenir ». La liste est devancée mais il est élu conseiller municipal. 
Il se présente à nouveau aux élections de 2014, au sein de la liste « Angers pour vous ». Après la victoire de la liste, il devient adjoint au maire d'Angers, chargé des finances, et 12e vice-président de la communauté urbaine Angers Loire Métropole, chargé des constructions scolaires et des services aux communes.
Il devient également administrateur de sociétés, dont Alter Cité, ainsi que président de la société d'économie mixte Angers Expo Congrès.

### Sénateur de Maine-et-Loire
Candidat aux élections sénatoriales de 2017 en Maine-et-Loire et conduisant la liste « La Majorité en marche pour un territoire d'avenir » du parti La République en marche, il est élu sénateur,. Il doit démissionner de son mandat d'adjoint au maire mais reste conseiller municipal d'Angers (Il démissionnera de son poste de vice-président d'Angers Loire Métropole une fois que le recours contre l'élection sénatoriale a été purgé, le 6 avril 2018).
Le 2 octobre 2017, il crée le groupe Les Indépendants – République et territoires au Sénat. Il devient ensuite vice-président la commission des finances et vice-président de la délégation sénatoriale aux entreprises.
En novembre 2017, il participe à la création d'Agir, dont il est conseiller politique chargé de la coordination des actions dans les territoires. L'année suivante, il annonce avoir quitté le parti Les Républicains.
Il est élu conseiller départemental de Maine-et-Loire lors des élections départementales de 2021. Au sein du conseil départemental de Maine-et-Loire, il est membre de la commission Finances et de la commission Culture et Patrimoine.
En 2023, lors des élections sénatoriales, Emmanuel Capus se représente. Il conduit la liste LE-MAINE-ET-LOIRE NOUS RASSEMBLE qui comprend Corinne Bourcier, maire déléguée de Chaudron-en-Mauges et conseillère départementale du canton de Beaupréau-en-Mauges (n°2); Jean-Louis Demois, maire d’Ecuillé, Vice-président d’Angers Loire Métropole chargé des Déchets et de l'Économie circulaire, Vice-président de l’association des Maires ruraux de Maine-et-Loire, Président de la SPL Anjou TriValor et Premier vice-président de l’Agence d’Urbanisme de la Région Angevine (n°3); Isabelle Isabellon, maire du Puy-Notre-Dame, Membre du bureau communautaire de Saumur-Val-de-Loire, Vice-trésorière de l’association des Maires ruraux de Maine-et-Loire et Vice-présidente départementale des petites cités de caractère (n°4); Pierre-Yves Douet, maire de Louresse-Rochemenier et Membre du bureau communautaire de Saumur-Val-de-Loire (n°5); Marie-Ange Fouchereau, maire de Bécon-les-Granits, vice-présidente des Vallées du Haut Anjou chargée des solidarités et de l’habitat, vice-présidente du PETR de l’Anjou bleu chargée du Pôle Gérontologique & Contrat Local de Santé et Présidente de la Mission locale du Segréen (n°6).
Le dimanche 24 septembre 2023, Emmanuel Capus est réélu sénateur de Maine-et-Loire. En six ans, entre 2017 et 2023, son score passe de 346 à 613 voix. De 17,8 % des suffrages exprimés à 32,3, ce qui lui permet de passer d’un à deux sièges sénatoriaux, l'emportant sur les Républicains qui détenaient jusque-là deux sièges.
Sa colistière Corinne Bourcier est donc élue sénatrice de Maine-et-Loire. 

### Cadre du parti Horizons
Le 9 octobre 2021, Emmanuel Capus est présent au Havre, aux côtés d'Édouard Philippe et de Christophe Béchu, lors de la création d'Horizons. En janvier 2023, il est désigné délégué départemental de Maine-et-Loire par les instances de Horizons

## Détails des mandats et fonctions

### Au Sénat
- Depuis le 2 octobre 2017 : sénateur de Maine-et-Loire

### Au niveau local
- 2008-2021 : conseiller municipal d'Angers
  - 2014-2017 : adjoint au maire d'Angers, chargé des Finances
- 2014-2021 : conseiller communautaire d'Angers Loire Métropole
  - 2014-2018 : vice-président d'Angers Loire Métropole, chargé des constructions scolaires et services aux communes
- Depuis le 1er juillet 2021 : conseiller départemental de Maine-et-Loire

### Au sein de partis politiques
- Conseiller politique chargé de la coordination des actions dans les territoires d'Agir